# Табаки
Табаки́ — село Болградської міської громади Болградського району Одеської області в Україні. Населення становить 2498 осіб. Відстань до центру громади становить близько 8 км і проходить автошляхом Т 1608.
Неподалік від села розташований пункт пропуску через молдавсько-український кордон Табаки—Мирне.

## Історія
Територією села проходить частина Нижнього Траянового валу.
12 червня 2020 року, відповідно до Розпорядження Кабінету Міністрів України від № 724-р «Про визначення адміністративних центрів та затвердження територій територіальних громад Одеської області», увійшло до складу Болградської міської територіальної громади.
19 липня 2020 року, в результаті адміністративно-територіальної реформи і ліквідації Болградського (1940  – 2020) району, село увійшло до складу новоутвореного Болградського району.

## Населення
Згідно з переписом 1989 року населення села становило 3770 осіб, з яких 1814 чоловіків та 1956 жінок.
За переписом населення 2001 року в селі мешкало 2495 осіб.

### Мова
Розподіл населення за рідною мовою за даними перепису 2001 року:
| Мова       | Відсоток |
| ---------- | -------- |
| болгарська | 78,18 %  |
| російська  | 9,09 %   |
| гагаузька  | 7,61 %   |
| українська | 2,96 %   |
| молдовська | 1,16 %   |
| циганська  | 0,56 %   |
| вірменська | 0,08 %   |
| білоруська | 0,04 %   |
| румунська  | 0,04 %   |